# Josef Fiala
Josef Fiala (tudi Joseph Fiala), češki skladatelj, oboist, čelist in pedagog, * 1748, † 1816.
Fiala je bil eden vodilnih predstavnikov razsvetljenstva na Češkem.